# Gymnasium Adolfinum Bückeburg

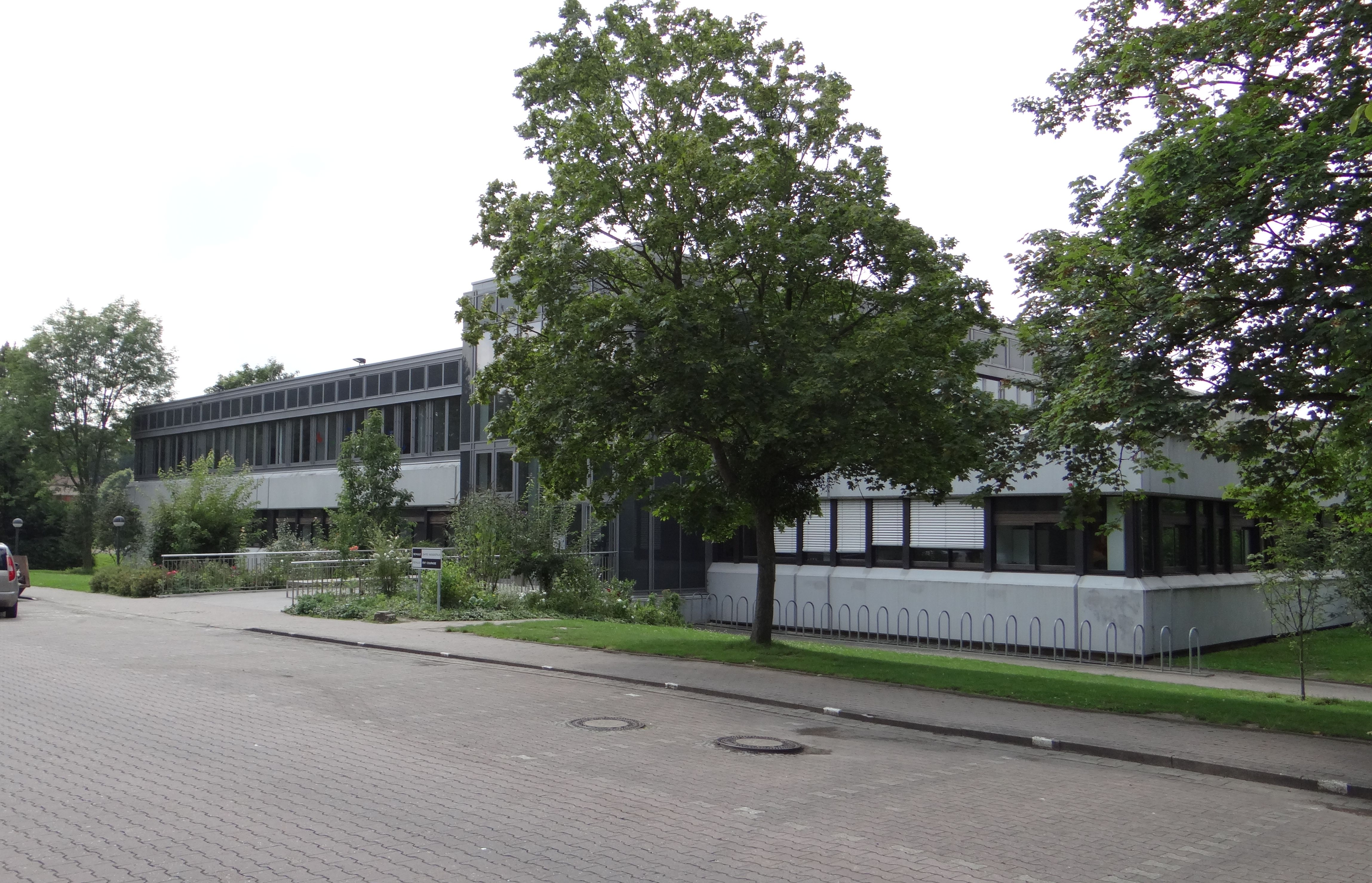
Der Neubau des Adolfinum aus den 1970er Jahren

Das Gymnasium Adolfinum ist das örtliche Gymnasium Bückeburgs.

## Geschichte
Das Gymnasium wurde 1614 als Lateinschule gegründet. Das erste Gebäude der Lateinschule befand sich in der Schulstraße, das dann nach dem Umzug des Gymnasiums grundlegend renoviert wurde und heute als Stadtbibliothek Bückeburgs dient. Das Gymnasium Adolfinum war zu der Zeit ausschließlich eine Jungenschule.
1874 bis 1876 wurde nach Planung des Architekten Joseph Wilhelm Richard ein neues Schulhaus in der Ulmenallee gebaut. Es erhielt den Namen „Adolfinum“ nach dem damals regierenden Fürsten Adolf I. Georg von Schaumburg-Lippe. Es war ein roter Backsteinbau im Stil der italienischen Renaissance. 
Nach dem Zweiten Weltkrieg wurde das Gebäude vom britischen Militär genutzt und das Gymnasium musste zwischenzeitlich in andere Einrichtungen verlegt werden. In den 1970er Jahren erfolgte ein Neubau in den Hofwiesen. Der Altbau wird heute als Grundschule (Grundschule am Harrl) genutzt.

## Heute
Das heutige Gebäude wurde 2004/2005 im Zuge der Schulreform in Niedersachsen mit einem modernen Anbau erweitert. Ab Juli 2011 wurde ein neuer Anbau errichtet. Aktuell werden am Adolfinum 1244 Schüler von 80 Lehrern (einschließlich 5 Referendaren) unterrichtet.

## Besonderheiten
Das Gymnasium Adolfinum verfügt über eine paläontologische Sammlung von außerordentlichem Umfang.
Diese große Sammlung ist größtenteils dem Professor Max Ballerstedt (1857–1945) zu verdanken, nach dem sie benannt wurde. Er war überwiegend damit beschäftigt, auf dem Harrl und der Umgebung Bückeburgs nach Fossilien zu suchen. Jedes Fundstück überließ er der Schule.
Viele Fundstücke wurden jedoch in das Geologisch-Paläontologische Institut der Universität Göttingen überführt. So unter anderem auch einige kostbare Fundstücke wie die im Harrl gefundenen Rumpfstücke des so genannten „Bückeburger Sauriers“ (damals Pholidosaurus schaumburgensis genannt, was sich aber als Krokodil herausstellte), von dem heute in Bückeburg eine Kopie zu sehen ist, und das nur ein einziges Mal gefundene Skelett des Stenopelix valdensis. Beide sind etwa 150 Millionen Jahre alt.
Weitere Fundstücke wie z. B. die Überreste vorzeitlicher Krokodile und Fische, Knochen und Zähne eines Mammuts, des Wollnashorns, des Auerochsen und anderer Fundstücke sind dort auch vorhanden. Der ältere Teil der Schulbibliothek und das Archiv befinden sich im Staatsarchiv Bückeburg.

## Rektoren
- Jacob Struve (1755–1841), Rektor 1783–1784
- Ernst Karl Habicht (1776–1839), Rektor 1808–1839
- Friedrich Wilhelm Burchard (1804–1887), Rektor 1840–1875

## Schüler des Adolfinums
- Friedrich Accum (1769–1838), Chemiker
- Carl Heinrich Edmund Freiherr von Berg (1800–1874), Forstwissenschaftler
- Heinrich Strack (1805–1880), Architekt
- Friedrich Karl Meier (1808–1841), evangelischer Theologe und Hochschullehrer
- Albert Biesantz (1848–1898), Bäcker und Politiker
- Hans Battermann (1860–1922), Astronom
- August Oetker (1862–1918), Bielefelder Backpulverfabrikant
- Wilhelm Meyer-Förster (1862–1934), Dichter des romantischen Schauspiels „Alt-Heidelberg“
- Theodor Meyer-Steineg (1873–1936), Begründer des Instituts für Geschichte der Medizin in Jena
- Die Brüder Friedrich (1883–1946), Jesuit und Widerstandskämpfer gegen den Nationalsozialismus und Hermann Muckermann (1877–1962), Jesuit und Biologe
- Heinrich Bövers (1886–1950), Jurist und Politiker
- Wilhelm Mensching (1887–1964), evangelischer Pastor und Missionar. Für den Friedensnobelpreis nominiert, Gerechter unter den Völkern.[1]
- Eberhard Schade (1902–1971), Ingenieur und Politiker
- Friedrich Pörtner (* 1942), Landtagsabgeordneter (CDU)
- Thomas Wessinghage (* 1952), Leichtathlet
- Alexander zu Schaumburg-Lippe (* 1958)
- Frank Kirchhoff (* 1961), Virologe und Aidsforscher
- Philipp Rösler (* 1973), ein Geschäftsführer und Vorstandsmitglied des World Economic Forum in Cologny im Kanton Genf
- Jan-Martin Bröer (* 1982), Ruderer und Teilnehmer an den Olympischen Spielen 2004
- Wilhelm Friedrich Wiegmann (1864–1929), Landtagsabgeordneter
- Christopher Bolte (* 1992), Musiker und Musikproduzent.